# État libre de Saxe-Altenbourg

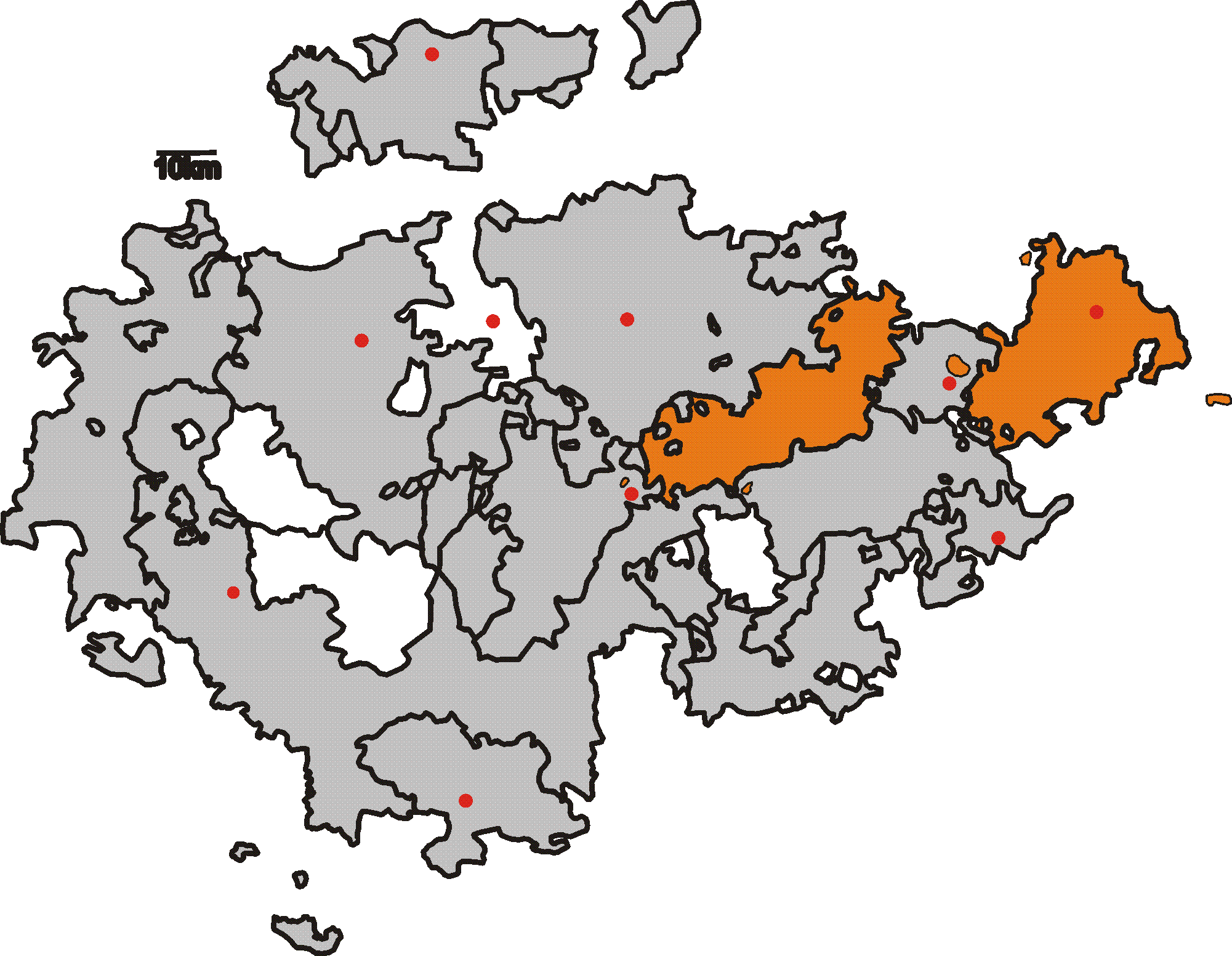
L'État libre de Saxe-Altenbourg en Thuringe.

L'État libre de Saxe-Altenbourg est un État fédéré de la république de Weimar.
Il est établi sur le territoire de l'ancien duché de Saxe-Altenbourg à la suite de l'abdication du dernier duc, Ernest II.
L'État libre est doté d'une constitution républicaine le 27 mars 1919 puis fusionne avec d'autres États fédérés le 1er mai 1920 pour constituer le Land de Thuringe.